# Zamia melanorrhachis
Zamia melanorrhachis là một loài thực vật thuộc họ Zamiaceae. Loài này có ở Colombia và Peru. Chúng hiện đang bị đe dọa vì mất môi trường sống.